# Biciklizam na Olimpijskim igrama
Biciklizam na Olimpijskim igrama je bio u službenom programu svih modernih Olimpijskih igara, te je stoga spada u red najstandardnijih olimpijskih sportova.
Discipline i kategorije su se kroz povijest bitno mijenjale. Trenutno su programu četiri grane biciklizma: cestovni biciklizam, biciklizam na pisti, brdski biciklizam te BMX.
Na Igrama su se pojedine discipline pojavljivale u službenom programu na sljedeći način:
- Cestovni biciklizam: u muškoj konkurenciji prisutan u programu svih dosadašnjih Igara osim 1900., 1904. i 1908. godine. Konkurencija za žene je uvedena na Igrama 1984. godine.
- Biciklizam na pisti: u muškoj konkurenciji prisutan u programu svih dosadašnih Igara osim 1912. godine. Discipline za žene su uvedene na Igrama 1988. godine.
- Brdski biciklizam: uveden u službeni program na Igrama u Atlanti 1996. godine, i to odmah u muškoj i ženskoj konkurenciji.